# Esposizioni del Regno di Sardegna
Le esposizioni del Regno di Sardegna si sono svolte a partire dal 1829 fino al 1861.
Le esposizioni nacquero a seguito della ricostruzione nel 1829 della camera di commercio nella capitale Torino, la quale spinse per l'organizzazione di esposizioni anche nel regno sabaudo. Le camere di commercio locali (Genova, Chambéry e Nizza) insieme a quella della capitale toccava il compito di selezionare gli espositori e relativi oggetti. Le esposizioni organizzate sono state:
- Triennale 1829 (presso il Castello del Valentino, 502 espositori in 30 categorie) e 1832;
- Esennale 1838, 1844, 1850 e 1856;

Le esposizioni permettevano al re di valutare lo stato di salute dell'industria del regno, tantè che dal 1832 ogni oggetto esposto doveva essere corredato da una scheda tecnica con le informazioni sul produttore, la funzionalità dell'oggetto e sulla sua qualità.